# Piero Coda
Piero Coda (Cafasse, 29 maggio 1955) è un presbitero e teologo italiano, dal 29 settembre 2021 segretario generale della Commissione teologica internazionale.

## Biografia
Coda è dottore in filosofia presso l'Università degli Studi di Torino e in teologia presso la Pontificia Università Lateranense di Roma, dove ha anche insegnato dal 1985 al 2008. 
Attualmente è professore ordinario di ontologia trinitaria presso l'Istituto Universitario Sophia di Loppiano fondato da Chiara Lubich (dove è stato preside dal 2008 al 2020).
È membro della Commissione Teologica Internazionale, dell'Associazione Teologica Italiana (di cui è stato presidente dal 2003 al 2011), della Pontificia accademia di teologia (di cui è stato prelato segretario dal 2003 al 2008) e di gruppi di ricerca in vari Paesi (come, ad es., quello su L’antropologia trinitaria del CELAM in America Latina).
È consultore del Pontificio consiglio per la promozione dell'unità dei cristiani e membro della Commissione mista internazionale per il dialogo teologico tra la Chiesa Cattolica e la Chiesa Ortodossa.
Il 29 settembre 2021 è stato nominato segretario generale della Commissione teologica internazionale.
È stato ordinato presbitero per la sede suburbicaria di Frascati, dove è stato vicario episcopale per la pastorale della cultura, dell'ecumenismo e del dialogo.
È stato consultore del Pontificio consiglio per i laici (2008-2013) e consultore del Pontificio consiglio per il dialogo interreligioso (1996-2007).
È stato membro del Comitato della CEI per gli Studi Superiori di Teologia e di Scienze religiose (2012-2018), del Comitato di consulenza scientifica del Progetto Culturale presso la CEI (1995-2008) e del Centro interdisciplinare di studi "Scuola Abbà" fondato da Chiara Lubich (1989-2015).
Impegnato a livello internazionale nel dialogo interdisciplinare e interreligioso, collabora a numerose riviste scientifiche e culturali ed è autore di pubblicazioni teologiche caratterizzate da una forte impronta trinitaria, tradotte in varie lingue.

## Pensiero
Allievo di Luigi Pareyson, ha proposto una rilettura della teologia trinitaria di Hegel in chiave cristiana.

## Opere
- Evento pasquale. Trinità e storia. Genesi, significato e interpretazione di una prospettiva emergente nella teologia contemporanea. Verso un progetto di ontologia trinitaria, Roma, Città Nuova, 1984.
- Il negativo e la Trinità. Ipotesi su Hegel. Indagine storico-sistematica sulla Denkform hegeliana alla luce dell'ermeneutica del cristianesimo. Un contributo al dibattito contemporaneo sul Cristo crocifisso come rivelazione del Dio trinitario nella storia, Roma, Città Nuova, 1987, ristampa 2012. ISBN 88-311-3216-4
- Dio tra gli uomini. Breve cristologia, Casale Monferrato, Piemme, 1991. ISBN 88-384-1652-4
- Dio, libertà dell'uomo. Incontrare e conoscere Dio-Trinità, Roma, Città Nuova, 1992. ISBN 88-311-3910-X
- Nella moschea di Malcolm X con Chiara Lubich negli Stati Uniti e in Messico, Roma, Città Nuova, 1992. ISBN 88-311-3910-X
- Dio Uno e Trino. Rivelazione, esperienza e teologia del Dio dei cristiani, Paoline, Roma 1993, 7ª ed. 2013. ISBN 88-215-2571-6
- L'agape come grazia e libertà. Alla radice della teologia e prassi dei cristiani, Città Nuova, Roma 1994. ISBN 88-311-3226-1
- Uno in Cristo Gesù. Il battesimo come avvenimento trinitario, Roma, Città Nuova, 1996. ISBN 88-311-3253-9
- Il Convegno di Palermo. Tenda dello Spirito, relazione e intervista, Ed. Paoline, Milano 1996. ISBN 88-315-1158-0
- Teo-logia. La parola di Dio nelle parole dell'uomo, PUL - Mursia, Roma 1997, seconda edizione rivista e aumentata, Lateran University Press, 2004, ristampa 2009. ISBN 88-465-0003-2
- Le terre del mattino. Viaggio in Corea e Giappone, Roma, Città Nuova, 1997. ISBN 88-311-5091-X
- Le luci della Menorah. Con Chiara Lubich in Argentina e Brasile, Roma, Città Nuova, 1998. ISBN 88-311-5086-3
- L'Altro di Dio. Rivelazione e kenosi in S. Bulgakov, Città Nuova, Roma 1998. ISBN 88-311-3333-0
- La verità e il nulla. Il rischio della libertà, con Emanuele Severino, a cura di P.G. Bernardi, San Paolo, Cinisello Balsamo 2000. ISBN 88-215-3760-9
- Se Dio c'è. Le grandi domande, con Sergio Zavoli, Milano, Mondadori, 2000. ISBN 88-04-43721-9
- L'amore di Dio è più grande del nostro cuore. Il dialogo interreligioso, a cura di E. Impalà, Piemme, Casale Monferrato 2000. ISBN 88-384-4720-9
- Il Logos e il nulla. Trinità, religioni, mistica, Roma, Città Nuova, 2003, seconda edizione 2004. ISBN 88-311-3346-2
- Sergej Bulgakov, Morcelliana, Brescia 2003.
- Le sette parole del Cristo in croce, Edizioni Stauros, Roma 2004.
- Dizionario del cristianesimo, con Giovanni Filoramo, Torino, Utet, 2006. ISBN 88-02-07376-7 e ISBN 88-02-07377-5
- La percezione della forma. Fenomenologia e cristologia in Hegel, Roma, Città Nuova, 2007. ISBN 978-88-311-3291-6
- Dio che dice Amore. Lezioni di teologia, Città Nuova, Roma 2007. ISBN 88-311-0218-4
- Dov'è la famiglia? Un approfondimento tra teologia e filosofia, con Emanuele Severino, Cinisello Balsamo, San Paolo 2008. ISBN 88-215-6065-1
- Sul luogo della Trinità: rileggendo il "De Trinitate" di Agostino, Città Nuova, Roma 2008. ISBN 88-311-3295-4
- Dio crede in te. Perché vale la pena di prenderlo sul serio con Saverio Gaeta, Milano, Rizzoli, 2009. ISBN 978-88-17-03548-4
- Quando a soffrire è il Figlio dell'uomo, Edizioni Camilliane, Torino 2009. ISBN 88-825-7148-3
- Ontosofia. Jacques Maritain in ascolto dell'Essere, Mimesis, Milano 2009. ISBN 88-848-3914-9
- Anima e mente. Un tema a due voci, con Enrico Smeraldi, Editrice San Raffaele, 2010. ISBN 978-88-96603-01-7
- Io sono il Signore Dio tuo. I comandamenti, con Massimo Cacciari, Bologna, Il Mulino, 2010. ISBN 978-88-15-13776-0
- Dalla Trinità. L'avvento di Dio tra storia e profezia, Roma, Città Nuova, 2011, seconda edizione 2012. ISBN 978-88-311-0850-8
- Magnificat, prefazione di Sergio Zavoli, Città Nuova Editrice, Roma 2013. ISBN 88-311-7505-X
- Gesù il Figlio nel vangelo di Marco, (Universitas, 12) Città Nuova Editrice, Roma 2013. ISBN 88-311-0227-3
- Pensare la Trinità. Filosofia europea e orizzonte trinitario, con Massimo Donà, Città Nuova, Roma 2013. ISBN 88-311-0177-3
- Se Dio è un «Noi», e noi? Noi e gli altri, Massetti Rodella Editori, Roccafranca (Brescia) 2013.
- Contemplare e condividere la Luce di Dio. La missione della teo-logia in Tommaso d'Aquino, Città Nuova, Roma, 2014.
- Diario '95, (Scritture profetiche, 3) Editrice Morcelliana, Brescia 2015.
- La Trinità. Quando il racconto di Dio diventa il racconto dell'uomo, (Diálogoi, 7) Marcianum Press, Venezia 2015.
- Il Concilio della Misericordia. Sui sentieri del Vaticano II, a cura di A. Clemenzia e J. Tremblay, Città Nuova, Roma 2015.
- Teologia dall'unità. Nuove prospettive, (eNU, 1) Nuova Umanità Fondamenti - Città Nuova Ed., Roma 2018, 170 pp. (e-book). ISBN 978-88-311-2077-7
- «La Chiesa è il Vangelo». Alle sorgenti della teologia di papa Francesco, Libreria Editrice Vaticana, Città del Vaticano 2017.
- Para una ontología trinitaria. Si la forma es relacíon, ed. e trad. sp. a cura di R. Buffo, Agape Libros, Buenos Aires 2018.
- Determinism and Free Will. New Insights from Physics, Philosophy, and Theology, con Fabio Scardigli – Gerard’t Hooft – Emanuele Severino, Springer, Cham (Switzerland) 2019, pp. 79–119. https://doi.org/10.1007/978-3-030-05505-9
- La sinodalità nella vita e nella missione della Chiesa. Commento a più voci al Documento della Commissione Teologica Internazionale, a cura di P. Coda – R. Repole, EDB, Bologna 2019.
- Ontologie trinitaire. Penser et vivre à la lumière de la Trinité, ed. a cura di Cyril Dunaj, Nouvelle Cité, Bruyères-le-Châtel, 2020.